# Kingswood (Buckinghamshire)
Kingswood – osada i civil parish w Anglii, w Buckinghamshire, w dystrykcie (unitary authority) Buckinghamshire. W 2011 roku civil parish liczyła 149 mieszkańców.